# Verschuer (Adelsgeschlecht)

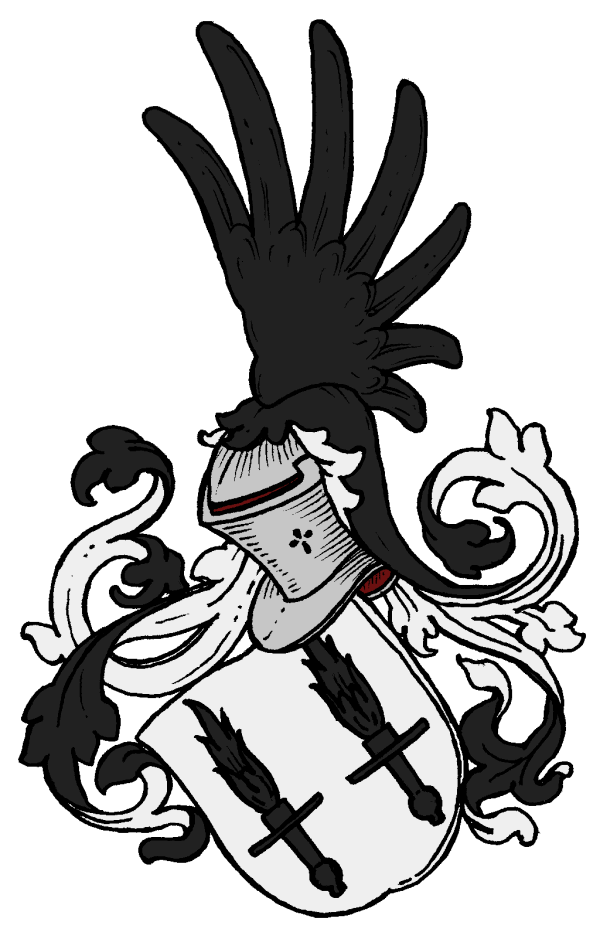
Stammwappen derer von Verschuer

Verschuer (ausgesprochen: Werschür oder Fer-Schür) ist der Name eines Adelsgeschlechts aus dem Gelderland. Die Familie nannte sich ursprünglich van der Schuer. Die deutschen Linien gehören dem rheinischen Adel und der Althessischen Ritterschaft an. Es bestehen bis heute eine niederländische und eine deutsche Linie.

## Geschichte

### Herkunft
Das Geschlecht kam aus Appelrebroeck bei Barneveld in Geldern. Die ununterbrochene Stammreihe der Familie beginnt mit Gaert Clasz (auch Goert), der um 1490 geboren wurde. Er heiratete Margriet van der Schuer, die Witwe des Brant van der Schuer. Gaert starb nach 1549. Seine Söhne nahmen den Namen van der Schuer an.
Nach Kneschke nannte sich das Stammhaus der Familie zur Schuer in Geldern, wo noch 1477 ein Heinrich von Schuer ansässig war. Bei der im Niederdeutschen üblichen Zusammenziehung »van der« oder »von der« in »ver« wurde die Namensform ver Schür bzw. Verschuer gebräuchlich. Später wurde sogar noch ein weiteres von, als Adelsprädikat, an den Anfang des Nachnamens gesetzt.

### Ausbreitung und Linien
Otto Christoph von Verschuer (* 1650; † 1712), Mitherr auf Solz, niederländischer Oberst und späterer hessen-kasseler Generalleutnant, war Ende des 17. Jahrhunderts der einzige noch lebende männliche Vertreter der Familie. Er wurde 1696 in den Reichsfreiherrenstand erhoben. Aus seiner Ehe mit Anna Maria von der Recke kamen zwei Söhne, Wolff Dietrich und Philipp Wilhelm. Sie wurden die Begründer der zwei Linien der Familie. Da Otto Christophs Mutter eine geborene von Trott zu Solz war und einen Teil ihres Familienbesitzes geerbt hatte, wurden beide Linien gemeinschaftlich in die trott-verschuersche Gesamtbelehnung in Hessen, Hannover und Sachsen-Weimar aufgenommen. Die Familie hat daher bis heute nebst der Familie von Trott ihren Stammsitz in Solz in Hessen. 1820 wurden die Verschuer in die Althessische Ritterschaft aufgenommen. 1901 verkauften sie ihren Anteil am Trottenwald und traten 1969 ihre Rechte an der ansässigen Kirche ab, welche nun der Kirchgemeinde gehört.

#### Hessische Linie
Die Familie gehört dem rheinischen Adel an. Wolff Dietrich von Verschuer (1676–1737) ist der Begründer der älteren, hessischen Linie und starb 1737 als königlich schwedischer Generalleutnant. Sein Sohn Otto Gottfried von Verschuer (1719–1762) aus der am 29. April 1709 in Kassel geschlossenen Ehe mit Charlotte Sophie von Schilling (1690–1762) wurde Geheimer Kriegsrat. Dieser hinterließ aus seiner Ehe mit Sophie Spiegel zum Desenberg den Sohn Carl Wilhelm Friedrich von Verschuer (1758–1822), landgräflich hessen-rotenburgischer Oberforstmeister, der 1820 in die Althessische Ritterschaft aufgenommen wurde. Aus seiner 1786 geschlossenen Ehe mit Charlotte Johanne von Biesenrodt (1768–1836) stammte der fürstlich fürstenbergische Oberjägermeister und Hofmarschall in Donaueschingen Ernst von Verschuer (* 1787). Mit dessen Sohn Carl von Verschuer (* 1814) gelangte die Linie in das Großherzogtum Baden. Carl, großherzoglich badischer Kammerherr, hinterließ aus der 1850 geschlossenen Ehe mit Emma von Vlothen (* 1825) neben einer Tochter die zwei Söhne Egon (* 1852) und Wolf Dietrich Friedrich (* 1857). Von Carls Onkeln, den Brüdern Ernsts, wurde Wilhelm von Verschuer (* 1795; † 1837) kurhessischer Oberstleutnant und August von Verschuer (1796–1867) kurhessischer Major. Beide konnten die Linie mit Söhnen und Töchtern fortsetzen. Ihre Söhne dienten alle als Offiziere in der kurhessischen Armee.

#### Niederländische Linie
Philipp Wilhelm von Verschuer (* 1678), der Begründer der jüngeren Linie in den Niederlanden, starb 1735 als niederländischer Brigadier und Artilleriekommandant. Sein Sohn (* 1718; † 1762) stand ebenfalls in königlich niederländischen Militärdiensten als Oberst der Artillerie. Aus seiner 1751 geschlossenen Ehe mit Leopoldine von Borck (* 1735; † 1803) kam Bernhardus von Verschuer (* 1759; † 1827), königlich niederländischer Oberst der Artillerie. Bernhardus wurde Mitglied der Ritterschaft in Geldern und heiratete 1792 Anna (* 1770; † 1851), die Tochter von Esquire Aeneas Mackay. Von seinen Söhnen wurde Bernhard Friedrich von Verschuer (* 1803) königlich niederländischer Major der Artillerie und Mitglied der Ritterschaft in Geldern und Franz von Verschuer (* 1811) königlich niederländischer Hauptmann der Artillerie und Mitglied der Ritterschaft des Herzogtums Limburg. Beide konnten die Linie mit Söhnen und Töchtern fortsetzen.

### Standeserhebungen
Otto Christoph von Verschuer, Mitherr auf Solz in Hessen-Kassel, niederländischer Oberst der Artillerie und späterer landgräflich hessen-kasseler Generalleutnant und Kommandant von Rheinfels, wurde am 9. Februar 1696 zu Wien in den Reichsfreiherrenstand mit der Anrede Wohlgeboren und einer Wappenvereinigung erhoben.
Der aus der hessischen Linie stammende Carl Friedrich Wilhelm von Verschuer, hessen-rotenburgischer Oberforstmeister zu Rotenburg, wurde am 7. April 1820 in die Althessische Ritterschaft aufgenommen. Seine Nachkommenschaft erhielt 1839 die kurfürstlich-hessische Anerkennung des Freiherrenstandes.
Aus der niederländischen Linie wurde Bernard von Verschuer, königlich niederländischer Oberst der Artillerie, am 16. Oktober 1816 in den niederländischen Adel aufgenommen. Am 15. August 1820 erhielt er eine niederländische Anerkennung des Baronstitels.

## Wappen

Wappen der Freiherren von Verschuer (1696)

### Stammwappen
Das Stammwappen zeigt in Silber zwei nebeneinander stehende schwarze Feuerbrände, die aus kreuzförmigen schwarzen Handhaben (Hülsen) herausschlagen. Auf dem Helm mit schwarz-silbernen Helmdecken ein schwarzer Adlerflügel.

### Freiherrliches Wappen
Das reichsfreiherrliche Wappen, verliehen 1696, ist geviert und belegt mit einem schwarzen Mittelschild, darin ein Geharnischter mit Kommandostab in der Rechten. 1 und 4 das Stammwappen, 2 und 3 in Blau ein von Rot und Silber in zwei Reihen geschachter Sparren (Wappen der Trott zu Solz). Das Wappen hat zwei Helme, rechts der Stammhelm der Verschuer, auf dem linken mit rot-silbernen Decken ein schwarzer Adlerflügel. Zwischen den Helmen pfahlweise eine Standarte, begleitet von zwei Fahnen, die rechte von Blau und Silber, die linke von Rot und Silber geteilt.

## Namensträger
- Otto Christoph von Verschuer (* 1650; † 1712), Generalleutnant, Kommandant von Rheinfels
- Wolff Dietrich von Verschuer (* 1676; † 1737), Generalleutnant, Geheimer Rat
- Otto Gottfried von Verschuer (* 1719; † 1762), Kriegsrat
- Ernst Moritz Wilhelm Friedrich Philipp von Verschuer (* 1787; † 1860), Oberhofmeister und Oberjägermeister des Großherzogtums Hessen
- Wilhelm von Verschuer (* 1795; † 1837), Hessen-kasselscher Abgeordneter
- August von Verschuer (* 1796; † 1867), Hessen-kasselscher Offizier und Abgeordneter
- Egon von Verschuer (* 1881; † 1908), Fabrikbesitzer
- Volprecht Hans Max Egon Friedrich von Verschuer (* 1883; † 1973), Oberstleutnant der Res., Verwaltungsgerichtsdirektor
- Otmar Freiherr von Verschuer (* 1896; † 1969), deutscher Humangenetiker und NS-Rassenhygieniker
- Helmut von Verschuer (1926–2024), deutscher Agrarbeamter bei der Europäischen Union
- Leopold von Verschuer (* 1961), deutscher Schauspieler, Hörspielsprecher, -regisseur und -autor sowie Übersetzer